# Alexandre Georges Fourdinois
Alexandre Georges Fourdinois (* 1799 in Paris; † 1871) war ein französischer Möbeldesigner.

## Leben und Werk
Alexandre Georges Fourdinois entstammte einer Familie von Bildhauern aus der Umgebung von Paris. Seine erste Arbeitsstätte waren die Werkstätten von Jacob-Desmalter. Von 1835 bis 1848 arbeitete er mit Jules Fossey zusammen in der gemeinsamen Firma Fourdinois et Fossey. 1844 waren sie auf der Exposition des produits de l'industrie française vertreten; in diese Zeit fallen auch erste Ankäufe ihrer Produkte durch die öffentliche Hand. Sir Henry Cole, der Gründer des South Kensington Museums, machte den Anfang. Nach der Auflösung der Verbindung mit Fossey betrieb Fourdinois sein Geschäft in der Pariser Rue Amelot allein weiter.
Auf der Weltausstellung von 1851 in London gewann Fourdinois eine Medaille für ein Buffet im Neorenaissancestil, das später in der New Yorker Firma von Leon Marcotte und Auguste Ringuet-Leprince nachgeahmt wurde. 1855 nahm er wieder an einer Weltausstellung teil, diesmal in Paris. Er erhielt hier zusammen mit Ferdinand Barbedienne die höchste Auszeichnung, die vergeben wurde. Damit war der Ruf seiner Firma endgültig gefestigt. Er wurde mit der Möblierung von Räumlichkeiten im Schloss von Compiègne, die für Besuche der britischen Herrscher hergerichtet wurden, beauftragt, und das South Kensington Museum kaufte sein auf der Weltausstellung gezeigtes Werk an.

## Fourdinois’ Sohn

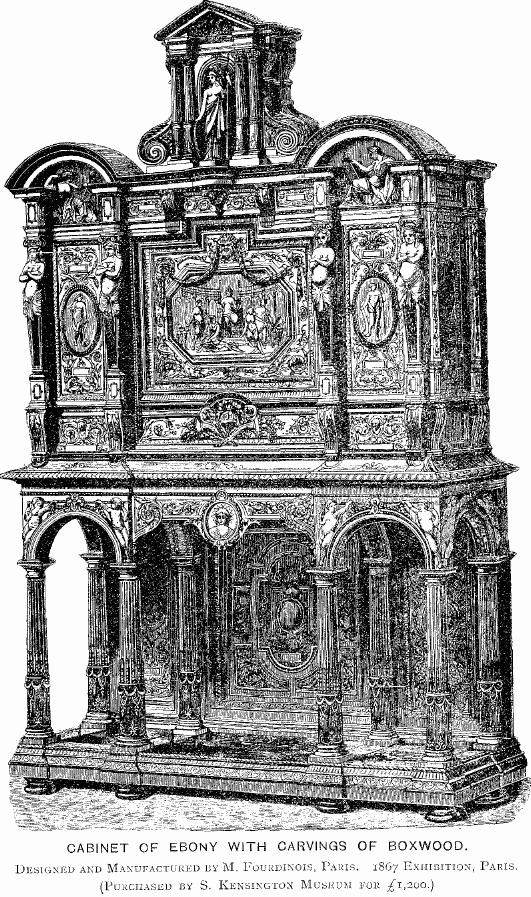
Ausstellungsstück von 1867 aus der Maison Fourdinois

Fourdinois’ Sohn Henri-Auguste (1830–1907), der zeitweise in London arbeitete, machte sich in den 1840er Jahren einen Namen. Günstig wirkte sich für ihn die Begegnung mit dem Architekten Félix Duban aus, einem Verfechter der Neorenaissance, der mit der Restaurierung des Schlosses von Blois beauftragt war. Duban hatte schon von Alexandre Georges Fourdinois Möbel für renovierte Säle im Louvre bezogen. Nach seiner Rückkehr aus London beschäftigte sich Fourdinois der Jüngere unter dem Einfluss von Victor Paillard neben Holz- auch mit Bronzearbeiten.
Henri-Auguste Fourdinois trat zu einem nicht genau zu bestimmenden Zeitpunkt, jedoch vermutlich in den 1860er Jahren, ins väterliche Geschäft ein und übernahm die Leitung offiziell im Jahr 1867. 1862, 1867 und 1878 nahm die Firma Fourdinois an weiteren Weltausstellungen teil. 1867 kaufte Cole noch einmal ein Stück für das South Kensington Museum an, doch die Konkurrenz und auch die Kritik an den Werken Henri-Augustes wuchs.

## Die FirmaMaison Fourdinois
Die Firma Fourdinois war freilich nicht nur auf den Weltausstellungen präsent. Abgesehen von offiziellen Stellen und regierenden Häusern gehörten auch reiche Unternehmer zur Kundschaft der Fourdinois, so etwa die Familien Pereire, Rothschild, Furtado, Camondo, Hottinguer und Vernes. Fourdinois stattete Läden für Mellerio aus und möblierte ein englisches Hotel; ebenso das Appartement Louis XIII im Schloss von Fontainebleau und die Yacht L'Aigle. 
In den 1880er Jahren herrschte in Frankreich eine Wirtschaftskrise. Das Haus Fourdinois erhielt allerdings immer noch lukrative Aufträge wie etwa die Ausstattung der Handschriftenabteilung der Bibliothèque nationale im Jahr 1885. Etwa zwei Jahre später gab jedoch Henri-Auguste Fourdinois das von seinem Vater gegründete Geschäft auf. 
Fourdinois der Ältere und der Jüngere beeinflussten den Stil der Ebenisten ihrer Zeit in mehreren Ländern nachhaltig. Gustave Herter kopierte etwa Sitzmöbel, die Alexandre Georges Fourdinois entworfen hatte. Doch das Interesse an Möbeln im Stil der Neorenaissance ging gegen Ende des 19. Jahrhunderts stark zurück und Henri-Auguste Fourdinois besaß offenbar nicht die Wandlungsfähigkeit, sich auf den veränderten Geschmack der Kundschaft einzustellen.